# Operophtera brunnea
Operophtera brunnea är en fjärilsart som beskrevs av Barend J. Lempke 1950. Operophtera brunnea ingår i släktet Operophtera och familjen mätare. Inga underarter finns listade i Catalogue of Life.